# The Best of the Best (album)
Pour les articles homonymes, voir Best of the Best (homonymie).
Albums de W.A.S.P.
Dominator
(2007) Babylon
(2009)
The Best Of the Best est un album compilation du groupe de heavy metal W.A.S.P., sorti en 2007.

## Titres

### CD1
1. Animal (F**k Like a Beast) (3:39)
2. I Wanna Be Somebody (3:44)
3. Show No Mercy (3:37)
4. L.O.V.E. Machine (3:52)
5. Hellion (3:38)
6. Sleeping (In the Fire) (3:55)
7. Wild Child (5:14)
8. Ballcrusher (3:27)
9. Blind in Texas (4:22)
10. Sex Drive (3:12)
11. I Don't Need No Doctor (3:25)
12. 9.5. - N.A.S.T.Y. (4:48)
13. Restless Gipsy (5:00)
14. King of Sodom and Gomorah (3:48)
15. Scream Until You Like It (3:22)
16. Harder, Faster (live) (7:30)
17. Mean Man (4:48)
18. The Real Me (3:21)

### CD2
1. The Headless Children (5:48)
2. Forever Free (5:08)
3. Locomotive Breath (2:59)
4. Titanic Overture (3:31)
5. The Invisible Boy (5:13)
6. Chainsaw Charlie (Murders in the New Morgue) (8:41)
7. Hold On to My Heart (4:22)
8. The Great Misconception of Me (9:44)
9. When the Levee Breaks (7:06)
10. Helldorado (5:06)
11. Damnation Angels (6:27)
12. Dirty Balls (5:18)
13. Cocaine Cowboy (3:58)
14. Saturday Night's Alright for Fighting (4:44)